# Naulila
Naulila – miasto w Angoli, w prowincji Cunene.